# Estació de la Universitat d'Alacant
L'estació de la Universitat d'Alacant és un baixador situat en la frontera entre els municipis d'Alacant i Sant Vicent del Raspeig a la província d'Alacant, País Valencià. Forma part de la línia C-3 de la xarxa de Rodalia de Múrcia-Alacant operada por Renfe. Dona servei a la Universitat d'Alacant, tot i que es troba a una distància del campus. L'estació es troba al punt kilomètric 448,332 de la línia férria d'ample ibèric Madrid-Alacant a 91,19 metres d'altitud. El recinte va ser inaugurat l'any 2007 amb la posada en marxa de la línia C-3 de la xarxa de Rodalia. L'estació forma part de la línia C-3 de la xarxa de Rodalia de Múrcia-Alacant. Des del 22 d'octubre de 2018 opera una línia de regionals a Villena.